# Papilio beon
Papilio beon is een nomen dubium waarvan men, op basis van de afbeelding die Pieter Cramer ervan gaf, aanneemt dat het een soort uit de familie Lycaenidae betreft, maar onduidelijk is welke.